# Santander Arena
La Santander Arena, anciennement Sovereign Center est une salle omnisports située à Reading (Pennsylvanie) aux États-Unis.
En configuration aréna, sa capacité est de 7 160 places ; pour le basket-ball, elle est de 8 000 places. Pour d'autres évènements comme des concerts, elle peut être portée à 9 000 places.
Depuis 2001, les Royals de Reading, équipe de hockey sur glace qui évolue en ECHL, en est l'équipe résidente.
La salle accueille le Skate America 2003 (du 23 au 26 octobre 2003) et le Skate America 2007 (du 25 au 28 octobre 2007).